# فانی کشمیری
ملا محسن فانی کشمیری (زاده ۱۰۲۳ یا ۱۰۲۴ در قطب‌الدین پوره در سرینگر، کشمیر- درگذشته ۱۰۸۱ یا ۱۰۸۲ یا ۱۰۸۳هـ. ق) از شیوخ و شاعران سدهٔ یازدهم هجری قمری بود. شاعرانی چون غنی کشمیری و اسلم سالم کشمیری و اصلح کشمیری از شاگردان او بوده‌اند.شعر او مربوط به اوایل دوره سبک هندی می‌شده و هنوز در آن از نازک‌خیالی‌ها و بداعت‌های زبانی غریب دوره دوم اثری دیده نمی‌شود.وی مدتی در ﷲآباد خدمت صدارت داشت و در حوادث فتح بلخ از کار برکنار گردید. کتاب دبستان مذاهب به غلط به او نسبت داده‌شده‌است.

## زندگی‌نامه
از زندگی او در تذکره‌نامه‌ها مطلب زیادی نوشته نشده‌است، جز اینکه تحصیلات ابتدایی و قرآن مجید را در شهر خود فرا گرفت. وی شاگرد ملا یعقوب صرفی کشمیری بوده‌است. او توانست به دربار شاه‌جهان راه پیدا کند و صدارت (قاضی القضاتی) صوبه الله‌آباد را به او می‌سپارند. در آنجا از حضور شیخ چشتی، محب‌الله الله‌آبادی کسب علوم دینی و فقهی کرد و از او خرقه ستاند. وقتی پسر شاه‌جهان بلخ را فتح کرد. ندر محمد خان والی بلخ (متوفی: ۱۰۶۰ ه/ ۱۶۵۰ م) گریخت و دارایی‌هایش به دستِ شاهزاده تیموری افتاد. در کتابخانه بلخ قصایدی از فانی در مدح ندر محمد خان به دست آمد از آن پس وی از نظر پادشاه افتاد و از صدارت هم کنار گذاشته شد. شاه‌جهان او را اجازه داد به وطن خود کشمیر برگردد و مقرری سالیانه بگیرد.

## آثار
استفاده از واژه‌های هندی رنگ و بویی هندی به اشعار او داده‌است.

#### نظم
- اخلاق عالم‌آرا (اخلاق محسنی) در ۱۰۷۵ ق/ ۱۶۶۴–۶۵ م اقدام به نوشتن آن کرده‌است و در ۱۰۷۶ ق به اتمام رسیده‌است. مقدمه و سه فصل تهذیب اخلاق، تدبیر منزل و سیاست مدن و چند نصیحت در خاتمه کتاب دارد.[۹] این کتاب در باب اخلاق و کشورداری و خانواده نگاشته شده و در سال ۱۳۶۱ به‌وسیله خ. جاویدی و در انتشارات مرکز تحقیقات فارسی ایران و پاکستان[۱۰] به‌چاپ رسیده‌است.[۱۱] ظاهراً این کتاب را به تقلید از اخلاق ناصری و اخلاق جلالی نوشته و اقتباس کرده‌است.[۱۲]
- دیوان شعر شامل قصیده، غزل، قطعه، رباعی و مثنوی بوده‌است.[۲] مثنوی دیوان او در چهار بخش سروده شده‌است.
- مثنوی ناز و نیاز، در ۱۹۲۸ بیت، که داستان عشق موسی از کالپی و دختر زرگری به اسم موهنی است.[۱۳]
- مثنوی میخانه، در ۱۲۷۳ بیت دربارهٔ مکانهای کشمیر که در آن باغها، دریاچه‌ها، چشمه‌ها و جاهای دیگر دیدنی سرینگر را توصیف کرده‌است.[۸]این کتاب بعدها چاپ شده‌است.[۱۴]
- مثنوی مصدر الآثار که به پیروی از خمسه نظامی[۱۵]در سال ۱۰۶۷ ق. سروده‌است.[۱۶]
- مثنوی هفت اختر، چهارمین مثنوی وی است. او در نوشتن این مثنوی هفت شب صرف کرده و آن را به عالمگیر پادشاه اهدا کرده‌است.

#### نثر
- نجات‌المؤمنین
- شرح عین العلم

### دبستان مذاهب
- دبستان مذاهب، کتابی است که در آن به دین‌ها و فرقه‌های به‌ویژه خاوری پرداخته شده‌است. این کتاب توسط پارسیان هند و در دوران متأخر نوشته شده‌است. اما در طول تاریخ ادبی، اولین بار سر ویلیام جونز به مناسبت انتشار ترجمه انگلیسی این کتاب در ششمین اجلاس انجمن آسیایی بنگال سخنرانی می‌کرد، نویسنده این کتاب را فانی کشمیری معرفی کرد و پس از او نیز افرادی چون سر جان ملکم در کتاب تاریخ ایران و ذبیح‌الله صفا در تاریخ ادبیات ایران به همین خطا رفتند. در نوشته‌های دیگر نویسندگان و مصححان از میرزا ذوالفقار آذرساسانی، مؤبد شاه یا ملا مؤبد، و موبد کیخسرو اسفندیار، پسر آذرکیوان را نویسنده این کتاب دانسته‌اند.[۱۷]

## نمونه شعر
| در گردبادِ حادثه یک مهربان بس است     |  | گر دست بر زمین نرسد، آسمان بس است      |
| بر خوانِ خود نشین و چو مهمان عزیز باش |  | نانِ درُست گر نرسد، نیمْ نان بس است       |
| دشمن گر از غلاف برآید، مده جواب      |  | خاموشیِ تو جوهرِ تیغ زبان بس است         |
| اهل کمال عمر به سختی به سر برند      |  | یعنی برای رزق هُما استخوان بس است       |
| بار جهان به دوش ـ چو گاوِ زمین ـ مکش  |  | یک مشت خاک، بر سر از این خاکدان بس است |
| فانی! دکان عشق به هر کوچه وا مکن     |  | یک دل متاع داری و یک دل سِتان بس است    |